# 101 California Street
Le 101 California Street est un gratte-ciel situé à San Francisco, aux États-Unis.